# Mariano Barbasán
Mariano Barbasán y Lagueruela, né le 3 février 1864 et mort le 22 juillet 1924, est un peintre espagnol de scènes de genre et de paysages urbains de style réaliste, plus tard influencé par l'impressionnisme.

## Biographie
Mariano Barbasán y Lagueruela naît à Saragosse le 3 février 1864. De 1880 à 1887, il fréquente l'Académie royale des beaux-arts de San Carlos à Valence. Après avoir obtenu son diplôme, il s'installe à Madrid et devient peintre d'histoire ; spécialisé dans les scènes de l'histoire de Tolède, qu'il visite fréquemment. Il réalise également quelques scènes de littérature et présente son interprétation de la Nuit de Walpurgis du Faust. Une tragédie de Goethe à l'Exposition nationale des beaux-arts.
En 1889, grâce à son tableau Joseph interprétant le rêve de l'échanson, il reçoit une bourse de la Députation provinciale de Saragosse pour poursuivre ses études à l'Académie d'Espagne à Rome. Pendant son séjour, il peint principalement des paysages et des scènes de la vie rurale.
Il décide finalement d'y vivre et ouvre un atelier ; il fait aussi des voyages occasionnels à Subiaco et Anticoli Corrado pour peindre en plein air. Il tient des expositions fréquentes dans toute l'Allemagne, l'Autriche et l'Angleterre, mais pas en Espagne, raison pour laquelle il est peu connu dans son pays d'origine. En 1912, il séjourne brièvement à Montevideo, où il supervise deux expositions.
Il reste à Rome jusqu'en 1921, date à laquelle sa santé commence à se détériorer. De retour en Espagne, il prend une chaire à l'Académie des Beaux-Arts de San Luis, à Saragosse, qui était récemment devenue vacante en raison du décès de Francisco Pradilla. C'est deux ans plus tard qu'il réalise sa première exposition rétrospective, au Marché Central de Saragosse.
Il meurt dans sa ville natale le 22 juillet 1924, à l'âge de 60 ans. L'année suivante, son fils organise une nouvelle rétrospective plus formelle qui contribue à asseoir sa réputation en Espagne.

## Galerie

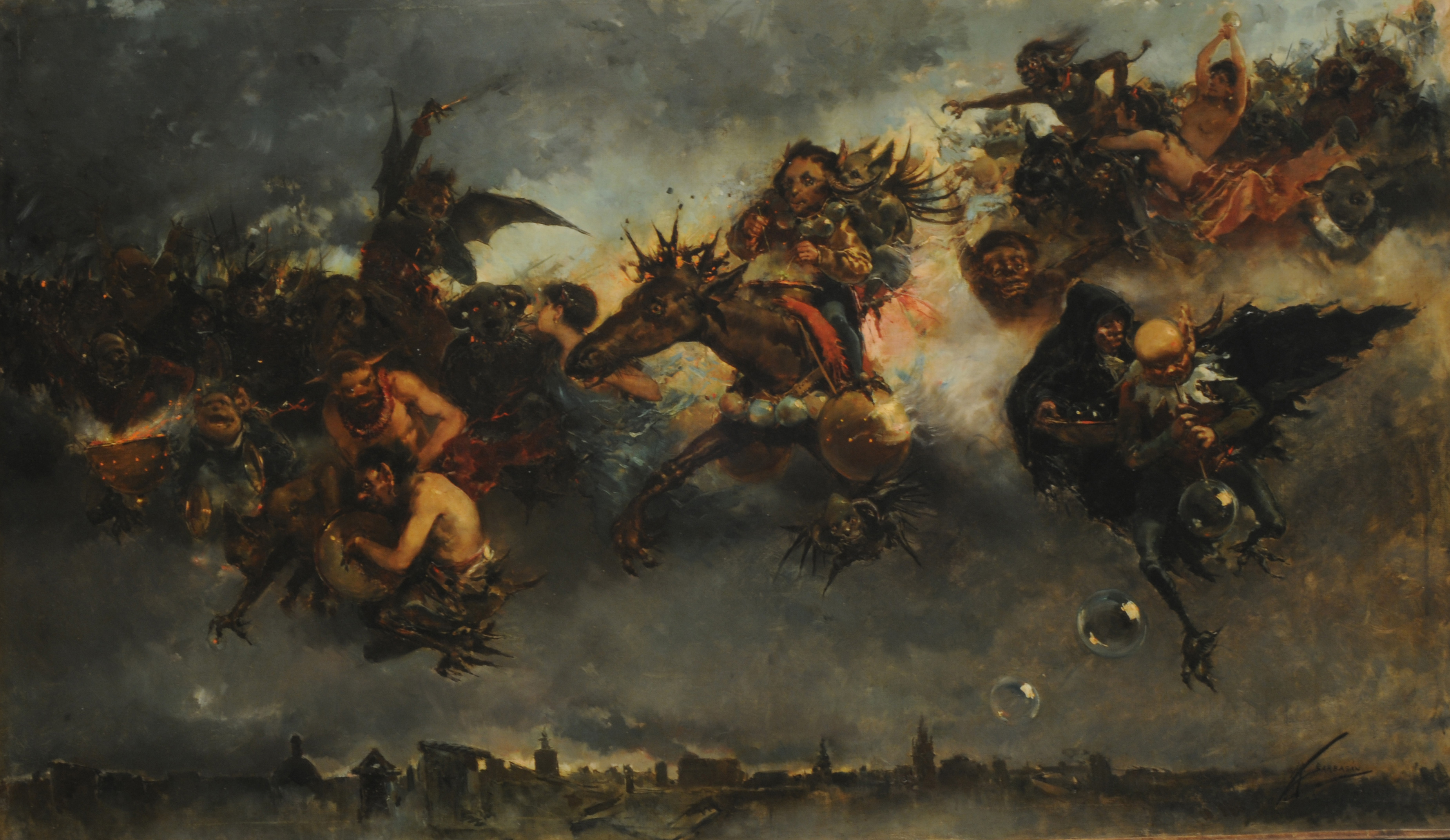
Walpurgisnacht (1887, Musée national des Beaux-Arts d'Argentine).
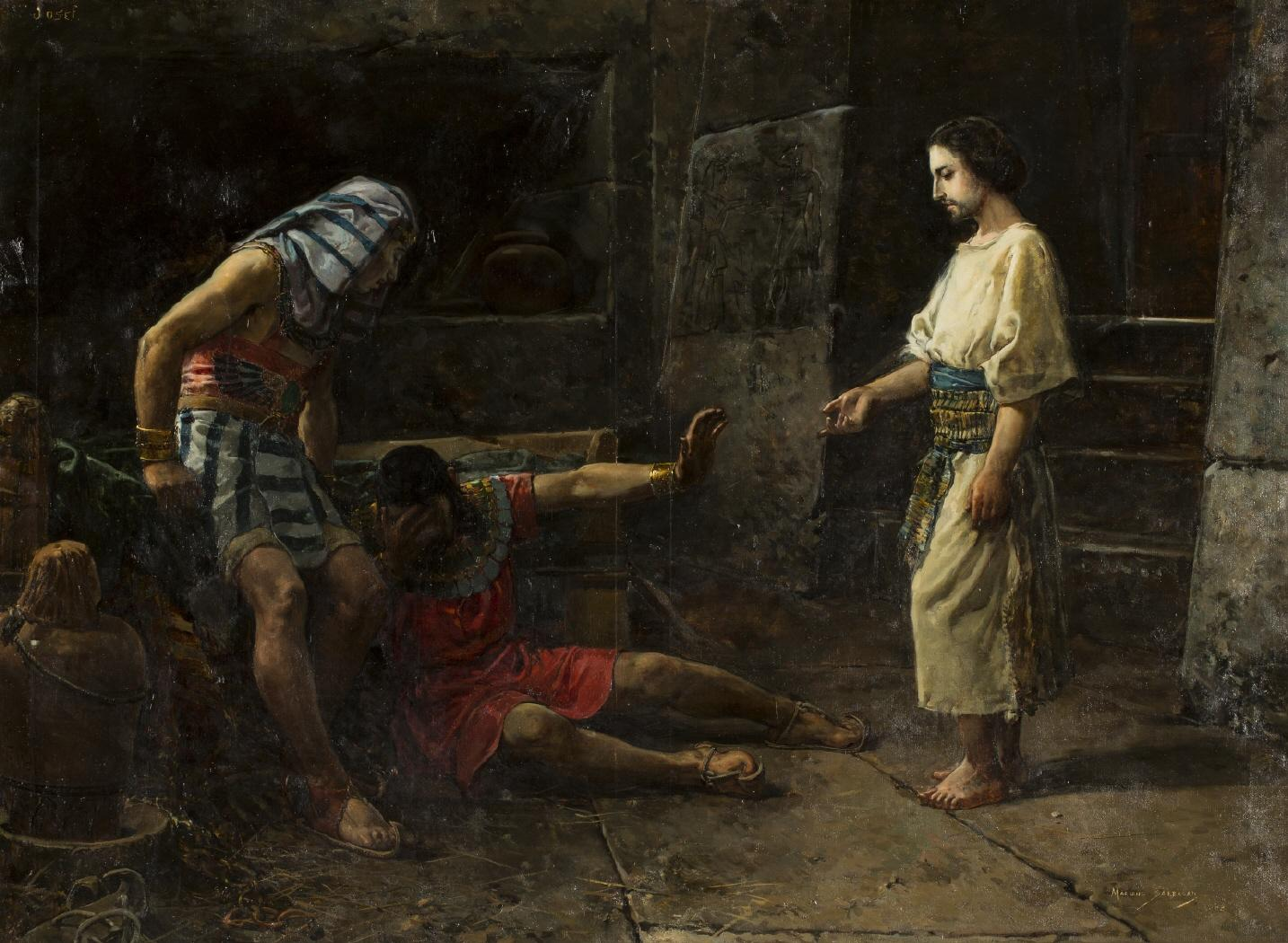
Joseph interprète le rêve de l'échanson (1888, Musée de Saragosse).
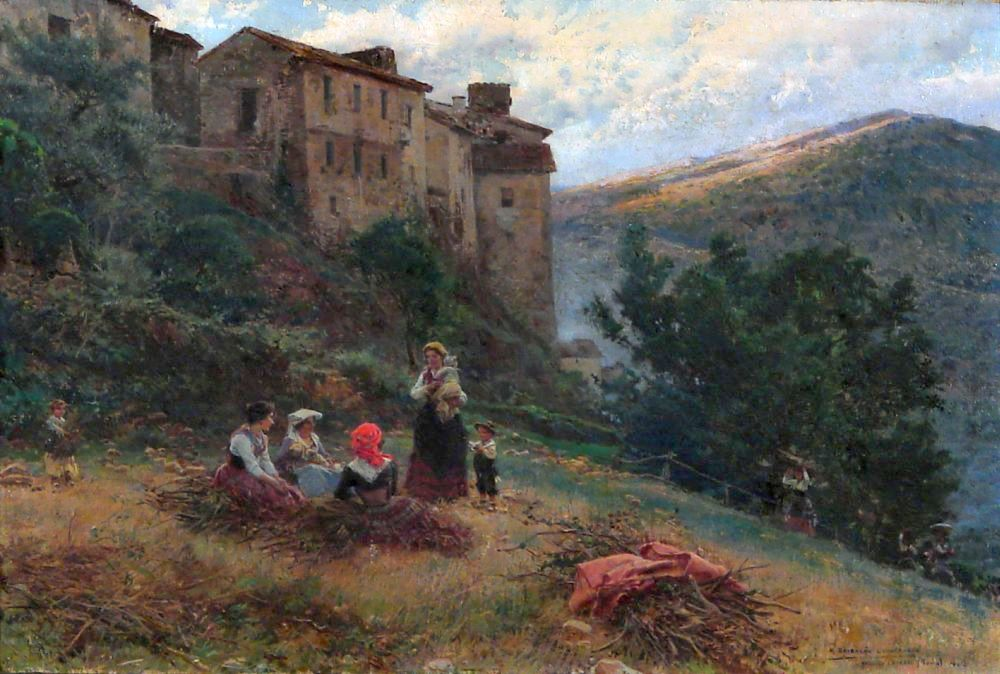
Paysage près d'Anticoli Corrado (1903, Pinacoteca Barão de Santo Ângelo).
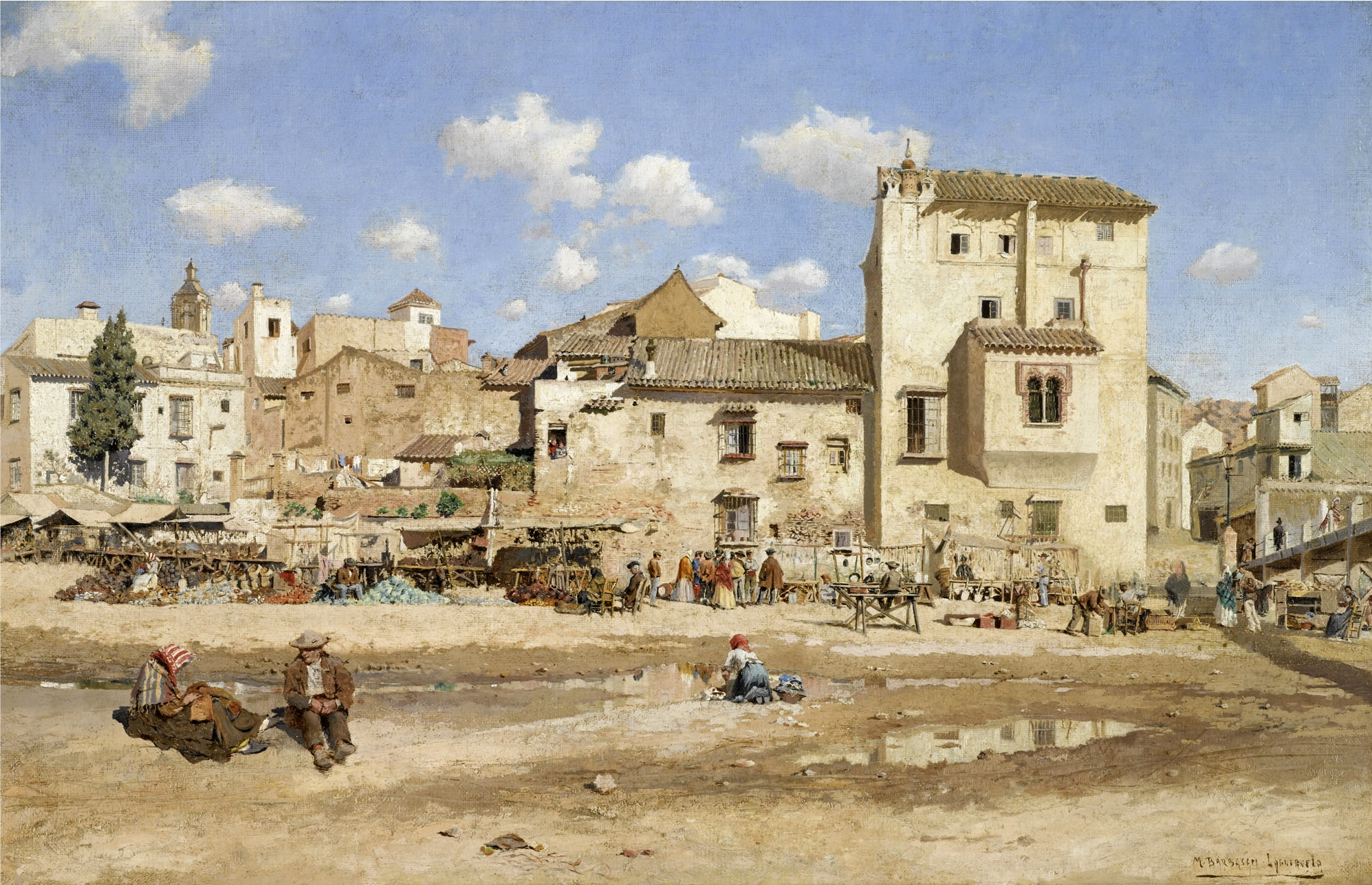
Rue de village (1909, coll. priv.).